# Daniel MacPherson
Daniel MacPherson (Sídney, Nueva Gales del Sur; 25 de abril de 1980) es un actor y presentador de televisión australiano, más conocido por haber interpretado a Joel Samuels en la serie australiana Neighbours y a Simon Joyner en City Homicide.

## Biografía
Daniel nació en Sídney, Australia. Tiene un hermano llamado, Andrew y una hermana llamada, Brodie MacPherson. 
Asistió a la prestigiosa escuela de niños Sídney Boys High School. Antes de convertirse en actor tenía aspiraciones de convertirse en un triatleta, pero se lesionó la rodilla.
En 2005 Daniel salió por algunos meses con la actriz australiana Michala Banas.
En 2008 comenzó a salir con Kristi Townley, pero la relación terminó en el 2010 después de estuvieran saliendo durante tres años.
En septiembre de 2011 comenzó a salir con la actriz Zoe Ventoura, a mediados de enero de 2015 la pareja anunció que se había comprometido en diciembre de 2014. Finalmente se casarona finales de noviembre de 2015. En diciembre del 2019, la pareja le dio la bienvenida a su primer hijo, Austin Xavier MacPherson. Lamentablemente en enero de 2021, la pareja anunció que se había separado.

## Carrera
El 13 de mayo de 1998 tuvo su primer papel en la televisión cuando se unió al elenco de la exitosa serie australiana Neighbours donde interpretó a Joel Matthew Samuels hasta el 29 de enero del 2002. El personaje de Joel fue escrito específicamente para él.
En 2003 se unió al elenco de la serie The Bill, donde interpretó al oficial Cameron Tait.
En 2006 apareció en la primera temporada de la serie Tripping Over interpretando a Ned, pero la serie no fue renovada para una segunda temporada. Ese mismo año interpretó a Craig en la película BlackJack: Dead Memory.
En 2007 se unió al elenco de la serie City Homicide, donde interpretó al detective Simon Joyner. Un año después en 2008 se unió al elenco del concurso de baile australiano Dancing with the Stars, que ha presentado hasta ahora. Anteriormente había trabajado como presentador en la serie The X Factor.
En 2011 interpretó a Jason Oliver en la película The Cup. Ese mismo año apareció en la nueva serie Wild Boys donde interpretó a Jack Keenan, junto a Anna Hutchison, Zoe Ventoura y Michael Dorman, pero la serie fue cancelada después de la primera temporada debido al bajo índice de audiencia.
En agosto de 2015 se anunció que aparecería en la película de ciencia ficción SFv1, donde dará vida al teniente Kane Sommerville compartiendo créditos con Kellan Lutz, Bren Foster, Temuera Morrison y Rachel Griffiths, y que se espera sea estrenada en 2016.
En 2016 se unirá al elenco principal de la nueva serie The Shannara Chronicles interpretando a Arion Elessedil.
El 8 de diciembre de 2016 se anunció que Alin se había unido al elenco de la nueva versión de la serie Strike Back para interpretar a Samuel Wyatt, un hombre al que le gusta trabajar solo y no está interesado en formar parte de un equipo.

## Filmografía

### Series de televisión
| Año             | Título                   | Personaje            | Notas         |
| --------------- | ------------------------ | -------------------- | ------------- |
| 2021            | Foundation               | Hugo Crast           | 5 episodios   |
| 2017 - presente | Strike Back: Retribution | Sgt. Samuel Wyatt    | 30 episodios  |
| 2019            | Bad Mothers              | Anton                | 8 episodios   |
| 2017            | APB                      | Scott Murphy         | 5 episodios   |
| 2016            | The Shannara Chronicles  | Arion Elessedil      | 8 episodios   |
| 2011            | Wild Boys                | Jack Keenan          | 10 episodios  |
| 2007 - 2010     | City Homicide            | Simon Joyner         | 56 episodios  |
| 2006            | Tripping Over            | Ned                  | 6 episodios   |
| 2003 - 2004     | The Bill                 | Oficial Cameron Tait | 42 episodios  |
| 1998 - 2002     | Neighbours               | Joel Samuels         | 327 episodios |

### Películas
| Año  | Título                 | Personaje                 | Notas                                                                                   |
| ---- | ---------------------- | ------------------------- | --------------------------------------------------------------------------------------- |
| 2024 | Land of Bad            | Coronel Packett           | junto a Liam Hemsworth, Russell Crowe, Luke Hemsworth, Ricky Whittle y Milo Ventimiglia |
| 2016 | SFv1                   | Teniente Kane Sommerville | junto a Kellan Lutz, Bren Foster, Temuera Morrison y Rachel Griffiths                   |
| 2015 | Infini                 | Whit Carmichael           | junto a Luke Ford, Bren Foster, Luke Hemsworth, Matt Minto y Grace Huang                |
| 2011 | The Cup                | Jason Oliver              | junto a Stephen Curry, Rodger Corser, Brendan Gleeson y Shaun Micallef                  |
| 2006 | BlackJack: Dead Memory | Craig                     | junto a Colin Friels, David Fields, Aaron Pedersen e Yvonne Strahovski                  |
| 2000 | Rain                   | Willow                    | junto a Andrew Lawton                                                                   |

### Presentador
| Año             | Título                 | Notas                      |
| --------------- | ---------------------- | -------------------------- |
| 2008 - presente | Dancing with the Stars | 49 episodios - presentador |
| 2006            | Killing Sharks         | 3 episodios - presentador  |
| 2005            | The X Factor           | 27 episodios - presentador |

### Teatro
| Año  | Obra                 | Personaje     | Director (a) | Teatro               | Notas                                                                                |
| ---- | -------------------- | ------------- | ------------ | -------------------- | ------------------------------------------------------------------------------------ |
| 2010 | One Night            | -             |              | -                    | junto a Robyn Nevin, Paula Duncan, Felix Williamson y David Field                    |
| 2004 | The Mysteries        | Jesus         |              | Canterbury Cathedral | junto a Edward Woodward, Thomas James Longley y Joseph McManners                     |
| 2005 | Love Letters         | Andrew        | John Clark   | Parade Theatre       | junto a Steve Bisley, Justine Clarke, Alex Dimitriades, Ella Scott Lynch y John Wood |
| 2002 | Godspell             | Jesus - Judas |              | -                    | -                                                                                    |
| 2001 | Aladdin              | Aladdin       |              | Marlowe Theatre      | -                                                                                    |
| 2000 | Cinderella           | Prince        |              | Marlowe Theatre      | -                                                                                    |
| 1999 | Jack & The Beanstalk | Jack          |              | Victoria Theatre     | -                                                                                    |

## Premios y nominaciones
| Año  | Categoría                    | Premio                   | Artista    | Resultado |
| ---- | ---------------------------- | ------------------------ | ---------- | --------- |
| 2012 | Most Popular Actor           | Silver Logie Award       | Wild Boys  | Nominado  |
| 2004 | Best Newcomer                | British Television Award | The Bill   | Nominado  |
| 2001 | Most Popular Actor           | Logie Award              | Neighbours | Nominado  |
| 1999 | Most Popular New Male Talent | Logie Award              | Neighbours | Ganador   |